# La celebración (serie de televisión)
La celebración es un ciclo de trece unitarios ficcionales de Telefe que retratan celebraciones íntimas, familiares y sociales. El mismo resultó ganador del concurso propuesto por el Ministerio de Planificación y el CIN. Este unitario producido por Underground Producciones, cuenta con la dirección integral de Javier Van de Couter y con un elenco rotativo de primeras figuras.

## Premisa
La celebración consta de 13 capítulos, de una hora de duración cada uno, que se centran en historias celebraciones y fechas dentro de la vida de las personas que pueden marcarlas en forma de balance y diferentes festejos que dispararán historias en formas variadas.
El elenco rotativo de primeras figuras que forman parte del unitario está conformado por los actores: Agustina Cherri, Carlos Belloso, Susú Pecoraro, Verónica Llinás, Mercedes Morán, Lucrecia Blanco, Andrea Bonelli, Nicolás Francella, Laura Conforte, Martín Buzzo, Ana Pauls, Ernesto Larrese, Elías Viñoles, Mimi Ardu, Roly Serrano, Cecilia Rossetto, Nazareno Casero, Gastón Soffritti, Andrea Pietra, Martín Seefeld, Vera Spinetta, Antonio Birabent, Julieta Ortega, Lucas Escariz, Natalia Figueiras, Rosario Ortega, Martina Juncadella, Michel Noher, Norma Pons, Mercedes Scápola, Jorge Suárez, Gonzalo Urtizberea, Claudia Lapacó, Luis Machín, Mónica Villa, Fabián Mazzei, Adrián Navarro, María Onetto, Guillermo Pfening, Ailín Salas, Malena Sánchez, Romina Gaetani, Emilia Mazer, Maite Lanata,  y Maju Lozano, entre otros.

## Emisión
La celebración comenzó sus emisiones el viernes 7 de febrero de 2014 por Canal 12 de Misiones. Este canal estrena un capítulo nuevo todos los viernes en el horario de las 22. Mientras que Telefe, comenzó a emitir el unitario el domingo 23 de febrero a las 23:30. A diferencia de la emisión en el canal misionero donde en primer lugar se emitió el capítulo "Aniversario", Telefe estrenó primero el titulado "Cumpleaños", logrando 7.5 puntos de índice de audiencia. Tuvo un buen debut y fue el cuarto programa más visto. Además de recibir muy buenas críticas por parte de la prensa.

## Lista de capítulos
| N.º (Canal 12) | N.º (Telefe) | Título del capítulo y elenco | Fecha de estreno (Canal 12) | Fecha de estreno (Telefe) | Audiencia (Telefe) |
| -------------- | ------------ | --- | --------------------------- | ------------------------- | ------------------ |
| 1              | 2            | Aniversario Mercedes Morán y Jorge Suárez Con Mercedes Scápola, Natalia Figueiras, Rodolfo Prantte, Hervé Segata, Rosario Ortega, Malena Sánchez, Agustín Suárez, Fede Medina y Norma Pons Canción: Sabor A Nada de Palito Ortega                    | 7 de febrero de 2014        | 2 de marzo de 2014        | 5.4                |
| 2              | 1            | Cumpleaños Gastón Soffritti, Antonio Birabent, Martín Seefeld y Andrea Pietra Con Vera Spinetta, Ignacio Giménez, Florencia Limonoff, Juan Cruz Lucero, Vanesa Maja y Malena Sánchez Canción: Cuchillos de Charly García                             | 14 de febrero de 2014       | 23 de febrero de 2014     | 7.5                |
| 3              | 4            | Navidad Maju Lozano y Adrián Navarro Con Matías Marmorato, Fabián Arenillas, Lorena Vega, Fernando Sayago, Violeta Navarro y Marina Castillo Blanco Canción: Par Mil de Divididos                                                                    | 21 de febrero de 2014       | 16 de marzo de 2014       | 6.2                |
| 4              | 3            | Bautismo Con Luis Machín y María Onetto Con Michel Noher, Eliseo Barrionuevo, Camila Sosa Villada, Mónica Salvador, Roberto Peloni, Sofía Wilhelmi y Mario Verón Canción: Los Mareados de Enrique Cadicamo y Juan Carlos Cobian                      | 28 de febrero de 2014       | 9 de marzo de 2014        | 7.7                |
| 5              | 6            | Boda Agustina Cherri, Nazareno Casero y Cecilia Rosetto Con Elías Viñoles, Lucrecia Blanco, Carlos Cano, Javier Drolas, Emilio Bardi, Cristina Tejedor, Carolina Cats, Mimí Ardú y Roly Serrano Canción: No Me Dejes de Jacques Brel                 | 7 de marzo de 2014          | 30 de marzo de 2014       | 6.1                |
| 6              | 7            | Madre Susú Pecoraro Con Lucas Escariz, Ailín Salas, María Canale, Pablo Cura, Pedro Merlo, Naiara Awada, Nahuel Viale y Verónica Llinás Canción: La Última Prosa de Lisandro Aristimuño                                                              | 14 de marzo de 2014         | 6 de abril de 2014        | 6.3                |
| 7              | 9            | Funeral Julieta Ortega, Martina Gusmán y Emilia Mazer Con Marta Lubos, Federico Salles, Gonzalo Urtizberea, Ariel Bertone, Fausto Collado y Marita Ballesteros Canción: Quiero Estar Entre Tus Cosas de Daniel Melero                                | 21 de marzo de 2014         | 20 de abril de 2014       | 6.4                |
| 8              | 5            | Primavera Andrea Bonelli y Nicolás Francella Con María Socas, Ernesto Larrese, Ana Pauls, Luis Margani, Daniela Pantano, Alejandro Gibeli y Félix Valiente Canción: Arráncame La Vida de Agustín Lara                                                | 28 de marzo de 2014         | 23 de marzo de 2014       | 5.9                |
| 9              | 8            | Homenaje Claudia Lapacó y Alan Daicz Con Mónica Villa, Jimena Anganuzzi, Mauricio Lavaselli, Alfredo Alessandro, Amelia Teruel, Bruno Giganti y Carolina Casal Canciones: Prealude Op.29 N°1 de Juan Rezzuto El Reino Del Revés de María Elena Walsh | 4 de abril de 2014          | 13 de abril de 2014       | 5.5                |
| 10             | 11           | Niño Romina Gaetani y Marina Glezer Fabián Mazzei, Maite Lanata, María José Demare, Juan Pablo Mirabelli, Gabriela Pastor, Gonzalo Senestrari y Patricio Ramos Canción: Dulce Condena de Los Rodríguez                                               | 11 de abril de 2014         | 11 de mayo de 2014        | 6.7                |
| 11             | 10           | Despedida de soltero Antonio Birabent y Natalia Figueiras Con Laura Conforte, Víctor Malagrino, Martín Buzzo, Eugenia Rosales, Mario Verón, Horacio Vallejo y Rafa de Simone Canción: Cómo Eran Las Cosas de Babasónicos                             | 18 de abril de 2014         | 27 de abril de 2014       | 8.5                |
| 12             | 12           | Amigo Carlos Belloso y Martina Juncadella Con Fabio Aste, Diego Acosta y Alejandra Rubio Canción: Crimen de Gustavo Cerati | 25 de abril de 2014         | 18 de mayo de 2014        | 5.3                |
| 13             | 13           | Egresados Adrián Navarro y Cecilia Dopazo Con Christian Sancho, Diana Lamas, Juan Ignacio Machado, Mariana Chaud y Gastón Ricaud Canción: Barro Tal Vez de Mercedes Sosa                                                                             | 2 de mayo de 2014           | 25 de mayo de 2014        | 7.5                |

## Ficha técnica
- Una Producción De:  Underground Producciones
- Sobre Una Historia Original De:  Javier Van de Couter – Pablo Culell
- Dirección De Fotografía: Sergio Dotta
- Dirección De Arte: Cecilia Vázquez
- Maquillaje Y Peinado: Andy Sanzo
- Vestuario: Andrea Duarte
- Sonido Directo: Victoria Franzan
- Coordinadora De Producción: Andrea Ganassa
- Edición: Diego de San Martín
- Post Producción de Sonido: Lucas Tencer
- Coordinador De Post-Producción: Fabricio Rodríguez
- Música: Elvio Gómez
- Producción Ejecutiva: Pablo Flores – Leandro Culell
- Productor Asociado: Sebastián Ortega
- Productor General: Pablo Culell
- Dirección: Javier Van de Couter
- Autores:  Javier Van de Couter – Alejandro Quesada
- Colaboradora Autoral:  Camila Sosa Villada